# Neo Geo CD
Neo Geo CD (ネオジオCD Neo Jio Shī Dī?) är en spelkonsol från SNK, utgiven 1994, fyra år efter Neo Geo.

### Fotnoter
1. ↑  Dave Beuscher. ”Neo Geo Advanced Entertainment System” (på engelska). Allgame. Arkiverad från originalet den 14 november 2014. https://web.archive.org/web/20141114094413/http://www.allgame.com/platform.php?id=33. Läst 5 maj 2014.